# Hohenzollern Typ Rheinstahl
Die Tenderlokomotiven Typ Rheinstahl wurden 1916 von der Lokomotivfabrik Hohenzollern als Industrielokomotiven gebaut. Es sind die beiden Lokomotiven mit den Fabriknummern 3525 und 3526 bekannt.
Die beiden Lokomotiven waren bis 1945 bei Rheinstahl und danach bei Eisenbahn und Häfen im Einsatz und trugen die Nummern EH 74 und 77. Sie waren bis 1956 in Betrieb und wurden dann ausgemustert und verschrottet.

## Geschichte
Die beiden Lokomotiven hatten eine besonders niedrige Bauhöhe. Eingesetzt waren sie zuerst bei Rheinstahl.
1946 wurden sie an Eisenbahn und Häfen abgegeben und erhielten dort die Betriebsnummern 74 und 75. 1955 wurde die Lok 77 ausgemustert, ein Jahr später die Lok 74. Die Lokomotiven galten durch ihre Einfachheit als wartungsarm.

## Technik
Die Lokomotiven hatten durch ihre niedrige Ausführung ein gestrecktes Aussehen, das etwas unproportioniert wirkte. Die runden Fenster waren ein Merkmal der Hohenzollern-Lokomotiven. Der Fahrzeugrahmen war als Plattenrahmen mit einer Blechstärke von 25 mm ausgebildeten, der gleichzeitig im vorderen und mittleren Teil als Wasserkastenrahmen diente. Die drei Kuppelachsen waren ungleichmäßig angeordnet, der Abstand erste Achse zur zweiten betrug 1700 mm, der Abstand zweite Achse zur dritten 1300 mm. Das ergab eine gleichmäßige Belastung der Achsen. Treibachse war die zweite Achse, der Kreuzkopf der Steuerung war einschienig auf der Gleitbahn geführt.
Der Kessel besaß eine eiserne Feuerbüchse und entwickelte bei 13 bar Dampfdruck eine Leistung von 375 PS. Bei EuH konnten die Loks auf einer Steigung von 20 ‰ 615 t mit einer Geschwindigkeit von 15 km/h befördern. Der Dampfdom war mit dem Sandkasten unter einer gemeinsamen Verkleidung, die Treibachse konnte von vorn und hinten gesandet werden. Das Dampfläutewerk war rechts neben dem Schornstein angeordnet.
Sämtliche Vorräte wurden in den seitlichen Kästen bzw. im Wasserkastenrahmen mitgeführt. Sie besaßen eine Dampfbremse sowie eine Handbremse, mit der alle Räder einseitig von vorn abgebremst werden konnten.